# Robert Gerwig
Robert Gerwig (Karlsruhe, 1820. május 2. – Karlsruhe, 1885. december 6.) német vasúti mérnök és politikus. 

## Élete
A badeni víz- és útépítészeti főigazgatóságnál volt alkalmazva; 1871-ben ugyanott építési igazgatónak nevezték ki. 1869-ben mint Baden teljes hatalommal felruházott embere, tagja volt a Bernben gyűlésező Gotthardi-konferenciának. 1868-tól 1873-ig a hegyen át épített vasutak egyik legkitűnőbbjének tartott badeni Schwarzwaldi-vasutat építette. 1872-ben Favre megbízásából a Gotthárd-vasútvonal építésének fővezetését vállalta el, de 1876-ban lemondott ezen állásáról és az összes badeni vasutak technikai vezetője lett. 1875-ben a német országgyűlésbe is beválasztották.